# Magdalena Ljunggren
Anna Maria Magdalena Ljunggren, ursprungligen Johansson, född 27 mars 1963 i Hultsjö församling, Småland, är en svensk präst.

## Biografi
Magdalena Ljunggren växte upp i Hultsjö socken och inspirerades som ungdom av evangelisten Eva Spångberg. Efter gymnasium och bibellinje på Kronobergs folkhögskola läste hon teologi i Lunds universitet med inriktning på religionspsykologi och fortsatte med församlingspedagogutbildning i Sigtuna med examen i maj 1989. Ljunggren fick sin första tjänst 1989 i Umeå landsförsamling, fortsatte med studier i religionspsykologi på Umeå universitet och började 1991 med återkommande handledning i ikonmåleri av Johannes Deurloo. 
Från 1993 arbetade Ljunggren i Umeå stadsförsamling som församlingspedagog. Därefter gick hon diakonutbildning på Vårsta diakonigård i Härnösand med diakonvigning 14 september 1997 och diakontjänst i Umeå stadsförsamling. Efter grundläggande psykoterapiutbildning, som var klar i juni 1999, gick hon utbildning i bildterapi på Umeå universitet med kursbevis 1 april 2005 och Luleå stifts retreatledarutbildning fram till 2008. 
Därefter sökte hon in till Johannelunds praktiska prästutbildning. Ljunggren prästvigdes 15 juni 2008 för Luleå stift. Sitt pastorsadjunktsår gjorde hon i Umeå landsförsamling och fick därefter en komministertjänst för verksamhet i området Umedalen.
Hösten 2011 sökte Ljunggren en komministertjänst i Vällingby församling med inriktning på vuxenpedagogiskt arbete och började i Sankt Tomas kyrka den 12 mars 2012. Den 5 november 2012 tillträdde Ljunggren som tillförordnad kyrkoherde och 2015 blev hon ordinarie kyrkoherde. Sedan 1 januari 2023 är Ljunggren prost i Spånga kontrakt.
Hon har medverkat i radion med bland annat andakter under programpunkten Vid dagens slut sedan 2002.